# Pia Greiten
Pia Greiten, née le 18 février 1997, est une rameuse allemande.

## Carrière
Originaire de Ostercappeln en Basse-Saxe, elle fait ses études à l'Université de la Ruhr à Bochum.
En août 2018, elle devient vice-championne du monde des moins de 23 ans avec sa coéquipière Leonie Menzel.
En juillet 2024, en tant que membre du bateau de quatre de couple allemand, elle remporte la médaille de bronze des Jeux olympiques.

## Palmarès

### Jeux olympiques
- Jeux olympiques d'été de 2024 à Paris :
  -  médaille de bronze en quatre de couple

### Championnats d'Europe
- Championnats d'Europe 2024 à Szeged :
  -  médaille de bronze en quatre de couple